# Aplochlora subflava
Aplochlora subflava là một loài bướm đêm trong họ Geometridae.